# ニコモ
ニコモは、中学生向けファッション誌『ニコラ』に登場する10歳代序盤〜中盤の女性ファッションモデル、つまり「ニコラの専属モデル」のこと。インターネット上では通常「ニコモ」もしくは「ニコ（モ）」と表記されるが、ニコラ誌上での表記は「モ」を丸囲みにした「ニコ㋲」である。

## 概説

### ニコモとは
一般には無名であるもののニコラ読者（誌面ではニコ読・ニコラっ仔と呼ばれることが多い）層にはアイドル的な人気を誇っている。2019年までは読者開放日という交流イベントが毎年開催されていたが、新型コロナウイルス感染症が流行した2020年以降は中止され、2025年現在は、不定期で二コラミーティング、ニコフェスといった交流イベントが開催されている。
ニコモ出身の著名人には栗山千明、蒼井優、沢尻エリカ、新垣結衣、岡本玲などがいる。創刊時はいわゆるチャイドルブームであったことから、野村佑香などの有名ジュニアアイドルが起用されていたが、その後はニコラモデルオーディションなどで新人を積極的に発掘する姿勢にシフトし、現在の形態となった。ニコモが現在のようにアイドル的な存在になったのは2000年代序盤の榎本亜弥子・谷口紗耶香らの存在によるものが大きい。2000年代後半には、「ニコラモデルオーディション」でグランプリを獲得してニコラ誌面で活躍、その後もドラマ・CMに引っ張りだことなった新垣結衣の影響により、現役のオーディション出身のニコモが注目されている。
ニコモはファッションモデルとしての活動のほか、ニコラ本誌に掲載される企業・商品広告モデルなどにも起用されることが多い。これらは多くの場合ニコラ誌内に限った採用であり、他のファッション誌ではその雑誌のモデルによって広告モデルが兼務されている場合がほとんどである。しかしアパレルメーカーのナルミヤ・インターナショナルや玩具メーカーのタカラなどの企業は、カタログ・テレビCMなどでもニコモの存在を前面に出した広告を行うことで知られている。
また、ニコモが出演するテレビ番組として2002年には『Parky Party』（テレビ東京）、2004年には『ニコモノ!』（テレビ大阪）が製作・放送された。とくに後者からは主要出演者5名によるアイドルユニット「ニコモノ」が派生し、2005年に活動を行った。2006年のジュニア誌共同企画による期間限定ユニット・ソーランはっぴぃずにはニコモ代表として虎南有香が送り込まれた。

### 立ち位置
これまでの卒業したニコモのうち、現役時代に特に高い人気を誇っていたのは榎本亜弥子、谷口紗耶香、新垣結衣、虎南有香、丹羽未来帆、三原勇希、岡本玲、西内まりや、日南響子、川口春奈、立石晴香、古畑星夏、池田依來沙、飯豊まりえ、久間田琳加、林芽亜里らである。
- 2000年代序盤には1番手の榎本亜弥子・2番手の谷口紗耶香というスタイルが出来上がり、両者の卒業後のニコラでは新垣結衣・虎南有香に同じ体制を引き継がせた。
- 2005年、新垣結衣の卒業後しばらくは虎南有香・丹羽未来帆・岡本玲の鼎立状態であった。
- 2006年の前者2名の卒業後は岡本玲・三原勇希による2名体制に戻った。
- 2007年、三原勇希が卒業したため、岡本玲が圧倒的な表紙起用回数を誇るトップモデルになり、連載を持つなど活躍した。
- 2008年、岡本玲の卒業後は高屋敷彩乃が1番手として扱われることが多いものの模索が続いたまま卒業した。
- 2009年、西内まりやと日南響子の2名が「まりきょん」というコンビで連載を持つなど、専ら1番手として扱われていたが、ニコラトップのまま、2010年5月号をもって卒業した。
- 2010年、それまで二番手だった、立石晴香、川口春奈（はるハルコンビ）が、1番手となり活躍した。
- 2011年、はるハルの卒業後は中山絵梨奈と福本エミの「エリエミ」コンビがトップとして活躍するかと思われたが、古畑星夏が連載を持ったり5か月連続で表紙を飾ったりするなどの実質トップとして活躍をした。
- 2012年、昨年に引き続き、表紙や単独連載などに古畑星夏を起用し1番手として活躍をしている。公式プロフィールである「ニコモ'Sファイル」[1]では古畑星夏に続き松井愛莉が2番手に表示されている。また古畑星夏に、松井愛莉、池田依來沙、春川芽生の3名を加えた、ニコラモデルオーデション出身の同期同学年の4名で「♡4ever（ラブフォーエバー）」というユニットを結成し、4名表紙や期間限定企画をした。また泉はるが中山絵梨奈からLindsayのイメージモデルを引き継ぎ、松井愛莉が2013年3月号では卒業間際としては異例の単独表紙をした。このように2番手候補が複数存在したが、結果的にニコモ歴5ヶ月である中学1年時に2010年3月号で異例の二人表紙を務め、2012年4月号で部長経験者以外では日南響子以来となる1人表紙を務めた池田依來沙が前例がなかったCanCamへの進級を世代最速で決め、その後も芸能界で世代トップの活躍をしている。
- 2013年、古畑星夏の卒業後は、部長である藤麻理亜と、飯豊まりえのマリマリコンビとして連載を持った。また前述の2人に田中若葉、中川可菜を加えた4人で「TiFN★」というユニット名で各企画で活躍をした。
- 2014年、藤麻理亜の卒業後は、小山内花凜を部長、新たに岡本夏美を副部長としてカリナツで活躍した。また小山内に岡本夏美、澤田汐音、高嶋芙佳を加えた4人で「Sweet GIRLS」というユニットを作っていた。更には、大谷凜香、永野芽郁、久間田琳加、鈴木美羽の4人で「RMRM」も結成された。 永野、鈴木の「なが★すず」と大谷、久間田の「Wリン」が結合したユニットである。
- 2015年、小山内花凜、岡本夏美の卒業後は、高島芙佳を部長、中村里帆を副部長としてフウリホで活躍した。
- 2016年、高嶋芙佳、中村里帆の卒業後は、鈴木美羽を部長、久間田琳加を副部長として「みうりん」で連載を持った。
- 2017年、鈴木美羽、久間田琳加の卒業後は、香音を部長、清原果耶を副部長としてカノンカヤで活躍した。またニコ☆プチ出身のモデルが部長になるのは初である。
- 2018年、部長副部長制度が廃止され、新しく生徒会制度が生まれた。最高学年全員を生徒会役員とし、読者人気の高い1名を生徒会長とするものである。2018年度は川床明日香が生徒会長を務めた。また1年間で最も重要視される正月シーズンのニコラの表紙を2018年2月号に務めた南沙良はニコラ在籍中に映画の新人賞を複数受賞した。現役ニコモが映画賞を受賞するのはニコラ史上初の快挙である。
- 2019年、川床明日香の卒業後は、黒坂莉那を生徒会長、濵尾咲綺を新たに副会長とし、リナサキで活躍した。又ニコ☆プチ出身のモデルが生徒会長になるのは初である。
- 2020年、黒坂莉那、濵尾咲綺の卒業後は、若林真帆を生徒会長、小林花南を副会長とし、マホカナで活躍した。又前述の2人に深尾あむ、林芽亜里を加えた4人で「まほかなめあむ～ちょ」というユニットを作っていた。
- 2021年、若林真帆らの卒業後は、阿部ここはを生徒会長、林芽亜里を副会長とし、「めあここ」で活躍した。この年はニコ☆プチ出身のモデルが生徒会長・副会長を独占した。
- 2022年、阿部ここはらの卒業後は、関谷瑠紀を生徒会長、凛美を副会長とし、関谷と高比良由菜のユニット「るきゆな」などを中心に活躍した。
- 2023年、関谷瑠紀らの卒業後は、髙橋快空を生徒会長、足川結珠を副会長とし、髙橋と近藤藍月のユニット「かいあき」などを中心に活躍した。
- 2024年、髙橋快空らの卒業後は、有坂心花を生徒会長とし、有坂と小松崎ふたばのユニット「はなたば」などを中心に活躍した。この年より副会長が廃止された。

### ニコモの出自
ニコモの出自には大きく分けて、通称「オーディション組」・「プロダクション組」・「ニコプチ移籍組」がある。2025年7・8月号時点の人数比は順に12：2：8であり、約55％をオーディション組が占めている。
オーディション組
毎年6・7月号にて開催されているニコラモデルオーディションによって専属モデルとしてデビューしたニコモ。基本的に事務所等に所属していない素人出身であり、合格後は全員が芸能事務所と契約する。(2022年より事務所所属者にも応募が解禁されている。)主な卒業モデルでは新垣結衣・能年玲奈・川口春奈・池田エライザ・藤田ニコル ・南沙良などがここに属する。
プロダクション組
既に芸能事務所等で活動しており、所属芸能事務所の斡旋等によって出演の機会をつかんだニコモ。現役二コモでは稲垣来泉、工藤唯愛が、主な卒業モデルでは蒼井優・西内まりや・ 清原果耶などがここに属する。
また、このプロダクション組の「事務所オーディション」には大きく2つの種類がある。1つはニコラ編集部からのオファー、もしくは事務所の売り込みでニコラ編集部へ顔見せに行き、ニコモになるというもの。もう一方は顔見せを経て、プロダクション所属者の中でニコモオーディションを行い、その中からニコモを選出するというものである。
ニコプチ移籍組
2006年創刊の姉妹誌ニコ☆プチの専属モデルを卒業し、移籍してきたニコモ。2008年の伊藤夏帆の移籍から2014年を除き、毎年1名から3名が移籍してきている。
また、2016年7月号に移籍した涼凪が移籍するまでの7名はエイベックス・マネジメントもしくはスターダストプロモーションに所属しているモデルであった。現役ニコモには星乃あんな、星名ハルハらがいる。
その他
ニコラ編集部からのスカウトでニコモになる例もごくまれにある。主な卒業モデルでは綾花・三原勇希・八木アリサなどがこのルートからニコモになっている。
岡本夏美はもともと他社発行のライバル誌『ラブベリー』のモデルオーディションによって生え抜きでデビューした同誌専属モデル（ラブベリーナ）だったが、同誌が休刊した2012年に『ニコラ』に専属移籍した。

### 名前とニックネーム
オーディション組は本名でデビューするのが基本だが、その他のプロダクション組等は本名と違う芸名を使っていることも多い。特殊な例として、ニコル・ヘスリンクは一般的な日本人名にならい、苗字を先に並べなおした「ヘスリンク ニコル」という表記で紙面に掲載されていた。
しかし、いずれにしても『ニコラ』誌上において各ニコモがフルネームで扱われることは少なく、ほとんどのページではニックネームで表記されている。このニックネームは通常、モデルの下の名前のカタカナ表記に「©」（ちゃん）をつけたもので、例えば蒼井優は「ユウ©」、岡本玲は「レイ©」となる。他誌と比較するとシンプル・安直な命名法であり、「ハルナ©」や「リンカ©」など複数のニコモで重複してしまったニックネームも珍しくない。2025年現在においては、ニックネームは「©」（ちゃん）をつけず、モデルの下の名前のカタカナ表記そのままが原則となっている。
一方、一部のニコモは通常の命名法に則らないニックネームがつけられることもある。例として虎南有香は苗字をカタカナ化した「コナン©」であり、新垣結衣はさらに苗字を変化させた「ガッキー©」である。石川紗都美の「さとみん」のように「©」自体が付かない例もある。こういった変則的なニックネームがつけられる理由の大半は、他のニコモと同一のニックネームとなることを避けるためと思われる。前段落に重複してしまった例が出ているが、それらは既に起用期間が終わったニコモOGの愛称を新しいニコモに「再利用」したのであって、同じ号に同じニックネームのニコモが複数登場したりはしない。
変則的なニックネームには以下の例がある。
ペク©
白順玉のニックネーム。苗字のカタカナ化。
サラ©
紗羅マリーのニックネーム。
コリサ©
笹岡莉紗のニックネーム。下の名前の変形。初登場時、「リサ©」は清光りさの愛称だった。
ガッキー©
新垣結衣のニックネーム。苗字の変形。
レナ©
日笠麗奈のニックネーム。下の名前の変形。初登場時、「レイナ©」は松本玲奈の愛称だった。
モンチ©
森脇ゆかのニックネーム。苗字の変形。初登場時、「ユカ©」は小森裕佳の愛称だった。
コナン©
虎南有香のニックネーム。苗字のカタカナ化。森脇ゆかと同じく初登場時、「ユカ©」は小森裕佳の愛称だった。
のっさん
野崎夏帆のニックネーム。苗字の変形。ニコモになる前に読者モデルを務めていた雑誌『melon』にて使用されていた愛称を引き続き『ニコラ』でも使用された。
さとみん
石川紗都美のニックネーム。下の名前の変形。初登場時、「サトミ©」は菅聡美の愛称だった。
ハルル
川口春奈のニックネーム。下の名前の変形。初登場時、「ハルナ©」は指野春奈の愛称だった。
まついちゃん
松井愛莉のニックネーム。苗字の変形。初登場時、「アイリ©」は城戸愛莉の愛称だった。
ハルピー
泉はるのニックネーム。下の名前の変形。
リン©
ほのかりんのニックネーム。
アオ©
野中葵のニックネーム。下の名前の変形。初登場時、「アオイ©」は本多葵の愛称だった。
りんりん
大谷凜香のニックネーム。下の名前の変形。オーディション同期の久間田琳加の愛称が「リンカ」だった。
みずりん
清水凜花のニックネーム。苗字と下の名前の変形。大谷凜香と同じく初登場時、「リンカ」は久間田琳加の愛称だった。
こまいちゃん
駒井蓮のニックネーム。苗字の変形。
リリ
藤本林花美愛のニックネーム。下の名前の変形。大谷、清水と同じく久間田琳加の愛称が「リンカ」で初登場時、「ミア」は泉口美愛の愛称だった。
かとぅ
加藤咲希のニックネーム。苗字の変形。初登場時、「サキ」は濵尾咲綺の愛称だった。
ゆなな
高比良由菜のニックネーム。下の名前の変形。初登場時、「ユナ」は吉岡優奈の愛称だった。

### 学年ネーム
2018年以降、同学年のニコモ全員を1つのユニットとみなし、学年ネーム(ユニット名)が付けられることが多くなっている。学年ネームは最高学年となると同時に発表されることが多いが、例外も存在し、2008年度生まれの世代は2024年11月号(当時高1)、2010年度生まれの世代は2024年9月号(当時中2)において学年ネームが発表された。また、2003年度生まれの世代と2006年度生まれの世代には学年ネームは付与されていない。
| 生まれた年度 | 最高学年の年度 | 学年ネーム       | 読み方                   | 備考                    |
| ------------ | -------------- | ---------------- | ------------------------ | ----------------------- |
| 2001年度     | 2017年度       | どんどこどん     | どんどこどん             |                         |
| 2002年度     | 2018年度       | TRGL             | トレガル                 | [ 注 3 ]                |
| 2003年度     | 2019年度       | (学年ネームなし) |                          |                         |
| 2004年度     | 2020年度       | 5G               | ごじー                   |                         |
| 2005年度     | 2021年度       | 05line           | まるごらいん             |                         |
| 2006年度     | 2022年度       | (学年ネームなし) |                          |                         |
| 2007年度     | 2023年度       | Uni9generation   | ゆにーくジェネレーション | 通称ユニジェネ          |
| 2008年度     | 2024年度       | B∞M              | ぶーむ                   | 2024年(高1)11月号で発表 |
| 2009年度     | 2025年度       | Qteen            | きゅーてぃーん           |                         |
| 2010年度     | 2026年度       | West             | うぃーすと               | 2024年(中2)9月号で発表  |

### 卒業制度

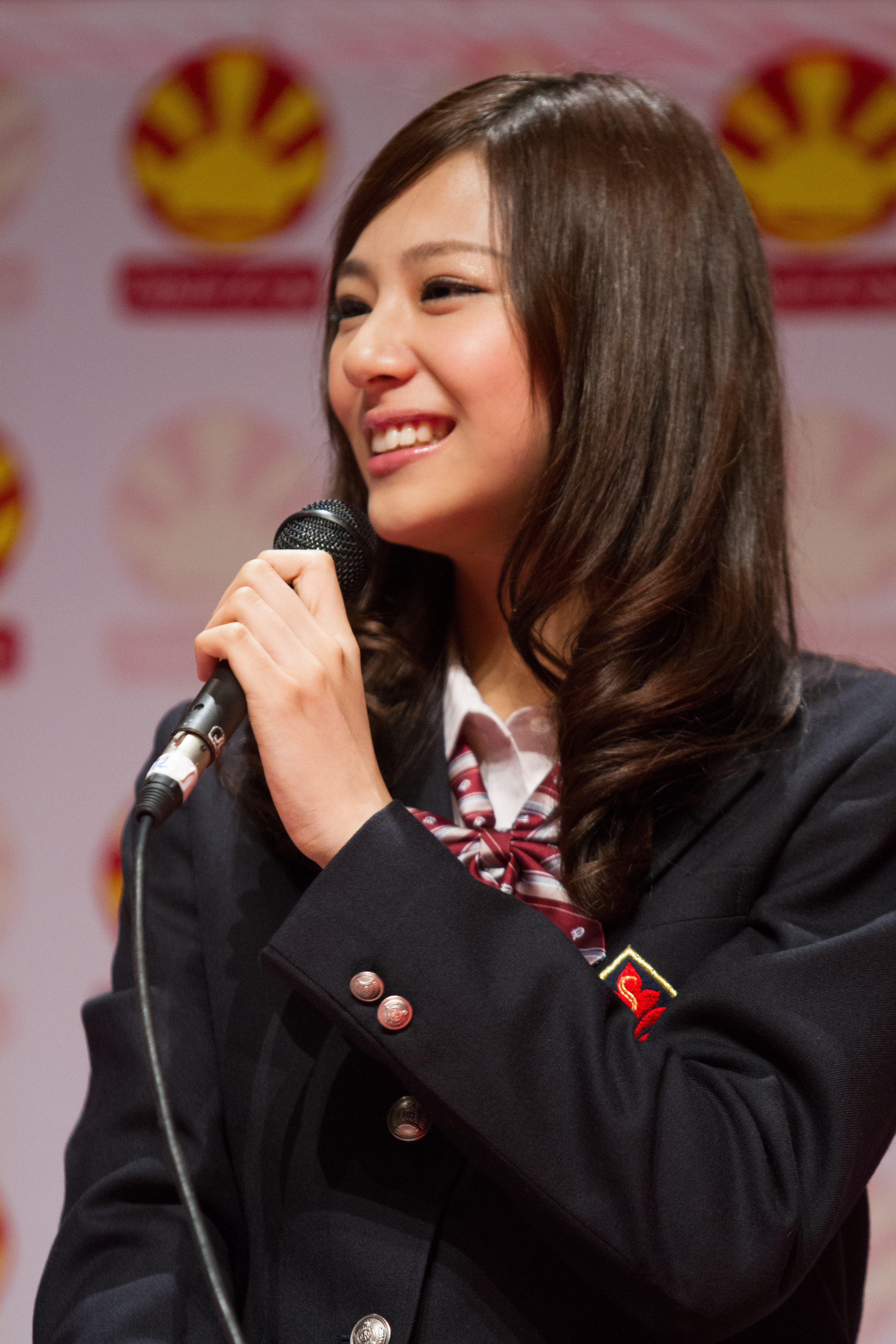
主演ドラマの衣装で会見する西内まりや（2012年、フランス・パリにて）

ニコモは通常、高校一年の終了をもって「卒業」となる。誌上から引退する号は長らく5月号（毎年4月1日発売）であったが、2021年より4月号、2024年より6月号となっている。2019年まで卒業時期となる3月末ごろの東京開放日では、卒業ニコモ全員が現役ニコモと読者に見送りを受ける「ニコモ卒業式」という公開イベントが開催され、これにて正式に卒業となっていた。2020年~2023年の卒業式は、新型コロナウイルス感染症の影響により、オンラインでの開催となった。2024年より、対面での卒業式が復活したが、東京開放日は再開していないため、ニコモ卒業式は5月の大型連休中に単独のイベントとして開催されている。なお、卒業期日に達する前に誌上から姿を消してしまうニコモも存在し、それらの者は卒業式にも参加しない。卒業式以後の元ニコモはニコモOGや先輩ニコモ、卒モと呼ばれる。
卒業後の活動は人それぞれである。栗山千明や新垣結衣のように当時の人気を生かしてさらにステップアップする者もいればいまひとつ伸び悩む者もおり、また榎本亜弥子のようにきっぱりと引退する者もいる。また、ニコモ時代は比較的地味であっても蒼井優や沢尻エリカなどのようにその後大きく成功を収める例もある。2010年以降ティーン向け雑誌『Seventeen』（集英社）へのトップモデルもしくはナンバー2モデルの移籍が続いており、2010年の西内まりや、2011年の立石晴香、2013年の古畑星夏を皮切りに、それ以降は毎年9月号で1〜2名の移籍が発生している。西内まりやは『Seventeen』でもトップモデルとし活躍し表紙25回在籍64ヶ月を誇った。ただしニコラモデルオーディション出身者は冷遇される傾向があり、立石晴香（在籍29ヶ月）や藤麻理亜（在籍20ヶ月）は表紙を経験せずに比較的短期間で『Seventeen』を卒業しており、また古畑星夏も同年代では唯一の表紙未経験であった。ニコモ卒業後の活動はファッションモデルとは限らず、女優、テレビタレントなどを中心に芸能活動全般に広がる。元人気ニコモがファッションモデルになるとは限らず、例として、虎南有香はおたく系アイドルに転身（はなわプロデュース「中野風女シスターズ」3期メンバー・「風男塾」メンバー）している。なお、中野風女シスターズはファンの大半を女性が占める異色グループで、アキバ系アイドルといっても男性に向けたものではない。
グラビアアイドルやヌード・セクシー女優など男性を狙った分野への転身は雑誌モデル出身者では珍しくなく、2010年代後半からは女性目線も狙ってファッション誌モデルが水着グラビアと兼業（いわゆるモグラ女子（グラビアモデル）等）するなども増えたが、ニコモではそのような分野への転身自体は少ない。卒業後に継続的なグラビア活動をしたのは久保ユリカ・日南響子ぐらいで、他誌出身者同様着エロやヘアヌードといった事は、2014年に小森裕佳が出した自画撮りヘアヌードがあるが、ヌードグラビアも吉野紗香・沢尻エリカ・日南響子など、他には二階堂ふみや蒼井優など、映画でのシーンのひとつであり、写真集では子役時代の栗山千明、藤田ニコルなどがある。
一方、ファンの男女を問わないメジャーなアイドルグループへの加入は珍しくなく、虎南有香のほか、我妻三輪子（在籍中から「9nine」初期メンバー）、にわみきほ（つんく♂プロデュース「キャナァーリ倶楽部」初期メンバー）、松井愛莉（在籍中からさくら学院初期メンバー）、藤井夏恋（在籍中からHappiness初期メンバー・E-girlsメンバー）、尻無浜冴美（秋元康プロデュース「SDN48」3期生）などが挙げられる。関連して、歌手などの音楽活動をする元ニコモは非常に多く、ソロでも沢尻エリカ（ERIKA名義など）、新垣結衣、岡本玲、日南響子（珠麟名義など）ら多数存在する。なかでも、2014年に歌手デビューした西内まりやは第56回日本レコード大賞最優秀新人賞および第47回日本有線大賞新人賞を受賞するなど、音楽業界からも注目を集めた。

## 各種記録

### ニコラモデルオーディション
『ニコラ』は誌上で「ニコラモデルオーディション」を開催している。読者モデルのオーディションではなく、読者から専属モデルをオーディションしている。新垣結衣や岡本玲などをはじめとして、人気ニコモの半数ほどが本オーディションから輩出されているため、モデル業界への登竜門として多くの小中学生から注目されている。
基本的にオーディションは毎年6月号から告知・募集され、10月号で発表となる。初期にはグランプリ、準グランプリを分けて発表していたが、2001年からは区別がなくなり、受賞者全員がそのままグランプリとなる新ルールに変更された。グランプリの数は決まっておらず、卒業まで出られるという保障もない。2024年度は10月号でファイナリストが発表され、読者投票を経て12月号で合格者が発表される形となった。
応募資格は、10歳〜15歳（中3）までの女児で。国籍・居住地は問わない。第10回頃までは毎回5000人ほどの参加があったが、2000年代後半には増加の傾向が見られ、2010年の第14回オーディションでは過去最多の15650人もの応募があった。最終審査に残るのは難しく、第14回の15650人の応募者の中で最終審査に残った人数は14人、最終的なグランプリは5人だった。2011年以降は応募者数は落ち着いたが、それでもなお毎回1万人前後が続いている。

### 表紙モデル
創刊以来、『ニコラ』各号の表紙には毎回1名または数名のモデルが掲載される慣習が続いている。この表紙モデルは人気ニコモが選ばれるのが常だが、例外として2001年10月号ではアイドル歌手の松浦亜弥が、2003年12月号では上戸彩がそれぞれ単独で掲載されている。2015年6月号までに最も多く表紙モデルとなったのは岡本玲（2003年 - 2008年在籍）で、合計25回。次点は古畑星夏（2009年 - 2013年在籍）で18回（詳しくは詳細記事を参照）である。
表紙モデルへの累積起用回数は各ニコモの人気や活躍を測るための簡易的なバロメーターとしてしばしば活用されており、特に2008年に岡本玲がCDデビューを果たした際には「新垣結衣を上回るほどのカリスマモデル」の根拠として盛んに宣伝に用いられた。ただし表紙モデルの選考基準は公開されていないため、人気のバロメーターとしてはあくまで目安レベルであることには留意する必要がある。
なお、近年は複数ニコモでの表紙が増えている。2005年から2009年の5年間では複数ニコモの表紙が60号中37号であったのに対し、2010年から2014年では60号中50号を占めている。
このため、昔と比べて表紙登場の「枠」は増えており、中堅以下のニコモでも表紙を飾れる機会が多くなった。一方、単独登場はより難しくなっているため、表紙登場回数の多いニコモでも、回数が同程度の過去のニコモと比べて単独回数の比率が低くなっている。ここ最近は再び単独表紙がやや増加しており、2025年6月号までの直近60号(2020年3月号から)での単独表紙は、17号であった。
また、2005年からは、その年の春に卒業するニコモが揃って卒業号となる5月号の表紙を飾ることが事実上の慣習となっている。2022年度より卒業が4月号に前倒しされ、卒業するニコモは揃って4月号の表紙を飾ることとなった。2024年度より卒業が6月号に後ろ倒しとなるとともにこの慣習は廃止され、2024年度は卒業するニコモ全員での表紙はなし、2025年度は卒業号の1号前となる5月号で卒業するニコモが揃って表紙を飾ることとなった。
- 現役モデル表紙回数

- 主なモデル表紙回数（12回以上のみ抜粋） [注 6][注 7]

| 名前       | 表紙回数 | 内単独回数 | 在籍期間 | 表紙率 | 備考                              |
| ---------- | -------- | ---------- | -------- | ------ | --------------------------------- |
| 新垣結衣   | 15       | 7          | 44か月   | 34.1%  | 2003・2004年度部長                |
| 虎南有香   | 12       | 2          | 54か月   | 22.2%  | 2005年度部長                      |
| 岡本玲     | 25       | 9          | 56か月   | 44.6%  | 2007年度部長・歴代1位             |
| 日南響子   | 16       | 2          | 44か月   | 36.4%  | 歴代3位（表紙率）                 |
| 川口春奈   | 15       | 3          | 44か月   | 34.1%  | 2010年度部長                      |
| 古畑星夏   | 18       | 3          | 44か月   | 40.9%  | 2012年度部長・歴代2位             |
| 藤麻理亜   | 13       | 0          | 44か月   | 29.5%  | 2013年度部長                      |
| 飯豊まりえ | 12       | 1          | 36か月   | 33.3%  |                                   |
| 小山内花凜 | 15       | 1          | 44か月   | 34.1%  | 2014年度部長                      |
| 高嶋芙佳   | 17       | 1          | 56か月   | 30.4%  | 2015年度部長・歴代3位（表紙回数） |
| 髙橋快空   | 13       | 2          | 42か月   | 31.7%  | 2023年度生徒会長                  |

### 部長・副部長および生徒会長・副会長
ニコラ公式サイトの会員制ページ「ニコラクラブ」において「部長」として登場するニコモは、毎週木曜日に配信される公式メールマガジン『ニコラクラブ★通信』において毎回コメントを書くという役割があった。
初代ニコラクラブ部長の新垣結衣は、メールマガジンが創刊した2003年10月から自身の卒業年月である2005年3月まで、1年半を務めた。2代目の虎南有香以降は毎年最高学年の高校一年生の人気ニコモが就任しており、事実上の任期は一年間である。部長のニコモ卒業後は、新たに新高一の人気ニコモが引き継ぎ、次の一年を繋ぐ。
なお、ニコラ本誌の「プリ部」コーナーの連載が開始されるとニコラクラブ部長がプリ部部長を兼務するようになり、現在に続いている。
また、2014年度より副部長が新設され、初代副部長として岡本夏美が就任した。これにより人気ニコモの1番手が部長、2番手が副部長とわかりやすい序列となった。
2018年度から、部長副部長制度が廃止され、生徒会制度が誕生した。最高学年全員が生徒会、その中でも人気を集めるニコモが生徒会長を務めるというものである。初代生徒会長は川床明日香が務めた。
2019年度より副会長が新設され、初代副会長として濵尾咲綺が就任した。
2024年度より副会長は廃止されている。
- 2003 - 2004年度部長 ：新垣結衣
- 2005年度（初代） 部長：虎南有香
- 2006年度（2代目）部長：三原勇希
- 2007年度（3代目）部長：岡本玲
- 2008年度（4代目）部長：高屋敷彩乃
- 2009年度（5代目）部長：西内まりや
- 2010年度（6代目）部長：川口春奈
- 2011年度（7代目）部長：中山絵梨奈
- 2012年度（8代目）部長：古畑星夏
- 2013年度（9代目）部長：藤麻理亜
- 2014年度（10代目）部長：小山内花凜・（初代）副部長：岡本夏美
- 2015年度（11代目）部長：高嶋芙佳・（2代目）副部長：中村里帆
- 2016年度（12代目）部長：鈴木美羽・（3代目）副部長：久間田琳加
- 2017年度（13代目）部長：香音・（4代目）副部長：清原果耶
- 2018年度（初代）生徒会長：川床明日香
- 2019年度（2代目）生徒会長：黒坂莉那・（初代）副会長：濵尾咲綺
- 2020年度（3代目）生徒会長：若林真帆・（2代目）副会長：小林花南
- 2021年度（4代目）生徒会長：阿部ここは・(3代目)副会長：林芽亜里
- 2022年度 (5代目) 生徒会長：関谷瑠紀・(4代目)副会長：凛美
- 2023年度 (6代目) 生徒会長：髙橋快空・(5代目)副会長：足川結珠
- 2024年度 (7代目) 生徒会長：有坂心花
- 2025年度 (8代目) 生徒会長：星乃あんな

※（）内はプリ部長としての世代

### 7月号海外ロケ
他の多くの女性ファッション誌と同じく、7月号は水着特集号である。企画広告などを含む多くの水着関連記事が掲載されるが、なかでもメインの特集記事は毎年人気ニコモを引き連れて海外ロケを行うなど非常に力が入っており、夏の風物詩となっている。
海外ロケページは2004年以降綴じ込み付録の形態になり、また2007年・2008年（共に高屋敷彩乃）・2009年（川口春奈・立石晴香）・2011年（古畑星夏）は表紙にも水着姿のニコモが登場している。なお、近年のロケ先はハワイに固定されていたが、2014年は、ロサンゼルスへ行っている。だが、2020、2021、2022年は新型コロナウイルス感染症感染拡大防止の為中止になり、2024年以降は金欠のため無期限中止扱いとなっている。
- 2000年: 綾花（高2[注 10]）、榎本亜弥子（中3）、大寺祐恵（中1）
- 2001年: 榎本亜弥子（高1）、小口桃子（中3）、小森裕佳（中2）
- 2002年: 美優（中3）、内田真莉菜（中2）、松本玲奈（中1）、奈良岡由紀（中1）
- 2003年: 虎南有香（中2）、松本玲奈（中2）、奈良岡由紀（中2）、坂本真里亜（中1）
- 2004年: 日笠麗奈（高1）、虎南有香（中3）、丹羽未来帆（中3）、菅聡美（中1）
- 2005年: 丹羽未来帆（高1）、三原勇希（中3）、遠藤瞳（中2）、岡本玲（中2）
- 2006年: 岡本玲（中3）、菅聡美（中3）、高屋敷彩乃（中2）、伊藤沙耶（中2）
- 2007年: 岡本玲（高1）、高屋敷彩乃（中3）、寺本來可（中3）、能年玲奈（中2）
- 2008年: 高屋敷彩乃（高1）、伊藤沙耶（高1）、川口春奈（中2）、立石晴香（中2）[20]
- 2009年: 城戸愛莉（高1）、川口春奈（中3）、立石晴香（中3）、中山絵梨奈（中2）
- 2010年: 中山絵梨奈（中3)、福本エミ（中3）、池田依來沙（中2）、春川芽生（中2）
- 2011年: 古畑星夏（中3）、田中若葉（中2）、藤麻理亜（中2）、飯豊まりえ（中2）
- 2012年: 古畑星夏（高1）、藤麻理亜（中3）、中川可菜 (中3）、高嶋芙佳（中1）
- 2013年: 藤麻理亜（高1）、飯豊まりえ（高1）、小山内花凜（中3）、大谷凜香 (中2）
- 2014年: 小山内花凜（高1）、岡本夏美  (高1）、高嶋芙佳（中3）、鈴木美羽 (中2）
- 2015年: 高嶋芙佳  (高1)、久間田琳加  (中3)、鈴木美羽  (中3)、小林恵月  (中2)
- 2016年: 中野あいみ  (中3)、香音  (中3)、川床明日香  (中2)、秋田汐梨  (中2)
- 2017年: 香音  (高1)、秋田汐梨  (中3)、泉口美愛  (中3)、白井杏奈  (中2)
- 2018年: 青井乃乃 (中3)、濵尾咲綺  (中3)、黒坂莉那  (中3)、町田恵里那  (中2)
- 2019年: 黒坂莉那 (高1)、藤本林花美愛 (高1)、若林真帆 (中3)、深尾あむ (中2)
- 2020〜3年: 新型コロナウイルス感染症感染拡大防止の為、中止。
- 2024年～：金欠の為、中止

### イメモ
ファッションブランドのイメージモデル(イメモ)のうち、レピピアルマリオ、ピンクラテ、ラブトキシックの3ブランドは2010年代前半以降、ニコモを継続的に起用してきた。特に2015年度以降は最高学年から各ブランド1人ずつ起用されるようになり、多くのニコモがイメモ就任を目標とするようになった。近年では、2022年度を最後にラブトキシックが、2023年度を最後にピンクラテが撤退し、現在ニコモをイメモに起用しているのはレピピアルマリオのみとなっている。また、2024年度のレピピアルマリオのイメモは、2013年度以来11年ぶりに、最高学年以外から星乃あんな(選出時中3)、松尾そのま(選出時中2)の2名が選出されている。以下に、上記ブランドのイメモ一覧を示す。
| 年度     | レピピアルマリオ              | ピンクラテ      | ラブトキシック       |
| -------- | ----------------------------- | --------------- | -------------------- |
| 2010年度 | ○川口春奈                     |                 | 前田希美(ピチレモン) |
| 2011年度 | 古畑星夏                      |                 | 藤麻理亜             |
| 2012年度 | ○古畑星夏(継続)               |                 | 藤麻理亜(継続)       |
| 2013年度 | 小山内花凜                    |                 | ○藤麻理亜(継続)      |
| 2014年度 | ○小山内花凜(継続)             | 高嶋芙佳        | ●岡本夏美            |
| 2015年度 | 永野芽郁                      | ○高嶋芙佳(継続) | 中村理帆             |
| 2016年度 | ●久間田琳加                   | ○鈴木美羽       | 山本優奏             |
| 2017年度 | ●清原果耶                     | ○香音           | 青島妃菜             |
| 2018年度 | 泉口美愛                      | 秋田汐梨        | 南沙良               |
| 2019年度 | ○黒坂莉那                     | 藤本林花美愛    | 青井乃乃             |
| 2020年度 | ○若林真帆                     | ●小林花南       | 町田恵里那           |
| 2021年度 | ●林芽亜里                     | ○阿部ここは     | 深尾あむ             |
| 2022年度 | 高比良由菜                    | ○関谷瑠紀       | 宮本和奏             |
| 2023年度 | ○髙橋快空                     | 池端杏慈        |                      |
| 2024年度 | 星乃あんな・松尾そのま        |                 |                      |
| 2025年度 | ○星乃あんな・松尾そのま(継続) |                 |                      |

○は部長・生徒会長を、●は副部長・副会長を兼任。

### 過去の卒業式（生年別）
1985年度生まれ（昭和60年度）
現役最終年度: 2001年度
卒業式開催日: 2002年3月28日（東京・恵比寿EBIS303）
卒業式参加者: 4名
- 榎本亜弥子
- 蒼井優
- 長屋光紗
- 篠原沙弥

1986年度生まれ（昭和61年度）
現役最終年度: 2002年度
卒業式開催日: 2003年3月27日（東京・恵比寿）
卒業式参加者: 4名
- 大寺祐恵
- 矢野未希子
- 紗羅マリー
- 小口桃子

1987年度生まれ（昭和62年度）
現役最終年度: 2003年度
卒業式開催日: 2004年3月30日（東京・有明TFTホール）
卒業式参加者: 5名
- 小森裕佳
- 佐藤麻奈
- 森田美穂
- 美優
- 太田莉菜

1988年度生まれ（昭和63年度）
現役最終年度: 2004年度
卒業式開催日: 2005年3月29日（東京・有明TFTホール）
卒業式参加者: 4名
- 森脇ゆか
- 新垣結衣
- 内田真莉菜
- 日笠麗奈

1989年度生まれ（平成元年度）
現役最終年度: 2005年度
卒業式開催日: 2006年3月30日
卒業式参加者: 4名
- 関千紘
- 虎南有香
- 松本玲奈
- 丹羽未来帆

1990年度生まれ（平成2年度）
現役最終年度: 2006年度
卒業式開催日: 2007年3月29日
卒業式参加者: 2名
- 三原勇希
- 我妻三輪子

1991年度生まれ（平成3年度）
現役最終年度: 2007年度
卒業式開催日: 2008年3月28日
卒業式参加者: 3名
- 遠藤瞳
- 岡本玲
- 菅聡美

1992年度生まれ（平成4年度）
現役最終年度: 2008年度
卒業式開催日: 2009年3月27日（東京・有明TFTホール）
卒業式参加者: 5名
- 高屋敷彩乃
- 伊藤沙耶
- 野崎夏帆
- 寺本來可
- 宮城夏実

1993年度生まれ（平成5年度）
現役最終年度: 2009年度
卒業式開催日: 2010年3月30日（東京・有明TFTホール）
卒業式参加者: 6名
- 能年玲奈
- 池田琴弥
- 石川紗都美
- 城戸愛莉
- 西内まりや
- 日南響子

1994年度生まれ（平成6年度）
現役最終年度: 2010年度
卒業式開催日: 2011年8月18日（東京・有明TFTホール）
（東日本大震災発生により3月30日開催予定からの延期で開催）
卒業式参加者: 7名
- 本多葵
- 山越小妃江
- 伊藤夏帆
- 溝口恵
- 山口実紗
- 立石晴香
- 川口春奈

1995年度生まれ（平成7年度）
現役最終年度: 2011年度
卒業式開催日: 2012年3月28日（東京・有明TFTホール）
卒業式参加者: 6名
- 岡部真子
- 中島愛蘭
- 中山絵梨奈
- 宮下みらい
- 八木アリサ
- 福本エミ

1996年度生まれ（平成8年度）
現役最終年度: 2012年度
卒業式開催日: 2013年3月27日（東京・有明TFTホール）
卒業式参加者: 9名
- 池田依來沙
- 古畑星夏
- 藤井夏恋
- 泉はる
- 春川芽生
- 野中葵
- ほのかりん
- 松井愛莉
- 奏音

1997年度生まれ（平成9年度）
現役最終年度: 2013年度
卒業式開催日: 2014年3月27日（東京・有明TFTホール）
卒業式参加者: 8名
- 藤麻理亜
- 田中若葉
- 田中日奈子
- 三瓶みなみ
- 山本舞香
- 中川可菜
- 飯豊まりえ
- 藤田ニコル

1998年度生まれ（平成10年度）
現役最終年度: 2014年度
卒業式開催日: 2015年3月26日（東京・有明TFTホール）
卒業式参加者: 8名
- 岡本夏美
- 澤田汐音
- 駒形咲希
- 荻原里奈
- 黒崎レイナ
- 小林玲美
- 小山内花凜
- 三上朱里

1999年度生まれ（平成11年度）
現役最終年度: 2015年度
卒業式開催日: 2016年3月29日（東京・有明TFTホール）
卒業式参加者: 6名
- 高嶋芙佳
- 小澤奈々花
- 中村里帆
- 倉本彩
- 永野芽郁
- 大谷凜香

2000年度生まれ（平成12年度）
現役最終年度: 2016年度
卒業式開催日: 2017年3月29日（東京・有明TFTホール）
卒業式参加者: 6名
- 鈴木美羽
- 塚本凪沙
- 山本優奏
- 清水凜花
- 駒井蓮
- 久間田琳加

2001年度生まれ  (平成13年度)  
現役最終年度: 2017年度
卒業式開催日: 2018年3月28日  (東京・有明TFTホール)
卒業式参加者: 5名
- 中野あいみ
- 香音
- 小林恵月
- 青島妃菜
- 清原果耶

2002年度生まれ  （平成14年度) 
現役最終年度: 2018年度
卒業式開催日: 2019年3月28日   (東京・有明TFTホール)
卒業式参加者: 7名
- 溝部ひかる
- 涼凪
- 南沙良
- 川床明日香
- 宮原響
- 泉口美愛
- 秋田汐梨

2003年度生まれ   (平成15年度) 
現役最終年度: 2019年度
卒業式開催日: 2020年8月2日 (YouTubeにて配信)
(新型コロナウイルス発生により3月30日開催予定からの延期で開催)
卒業式参加者: 5名
- 多田成美
- 藤本林花美愛
- 濵尾咲綺
- 草野星華
- 白井杏奈

(黒坂莉那、青井乃乃は欠席)

2004年度生まれ   (平成16年度) 
現役最終年度: 2020年度
卒業式開催日: 2021年3月30日 (YouTubeにて配信)
(再び新型コロナウイルス発生によりオンラインで開催)
卒業式参加者: 5名
- 安村真奈
- 小林花南
- 町田恵里那
- 若林真帆
- 加藤咲希

2005年度生まれ   (平成17年度) 
現役最終年度: 2021年度
卒業式開催日: 2022年3月29日 (YouTubeにて配信)
(再び新型コロナウイルス発生によりオンラインで開催)
卒業式参加者: 9名
- 林芽亜里
- 阿部ここは
- 深尾あむ
- 野崎奈菜
- 広瀬まのか
- 池未来実
- 北川花音
- 湊胡遥
- 平澤遙

2006年度生まれ   (平成18年度) 
現役最終年度: 2022年度
卒業式開催日: 2023年3月30日
卒業式参加者: 6名
- 関谷瑠紀
- 高比良由菜
- 宮本和奏
- 田中南
- 組橋星奈
- 太田雫

(凛美は欠席)

2007年度生まれ   (平成19年度) 
現役最終年度: 2023年度
卒業式開催日: 2024年5月6日 (神奈川・洗足学園音楽大学)
卒業式参加者: 9名
- 髙橋快空
- 池端杏慈
- 足川結珠
- 近藤藍月
- 佐藤菜月海
- 近藤結良
- 河村果歩
- 中山あやか
- 藤野有紗

2008年度生まれ   (平成20年度)  
現役最終年度: 2024年度
卒業式開催日: 2025年5月3日 (東京・芸能花伝舎)
卒業式参加者: 8名
- 有坂心花
- 小松崎ふたば
- 吉本麗南
- 榎本月海
- 林美央子
- 川原美杏
- 上妻美咲
- 吉岡優奈

## メンモ
ニコラには、ある時期から男性モデル（メンズモデル）が登場するようになった。これを略してメンモと呼ぶ。現在メンモは女性のニコモより年齢層が高く、新大学生となる年の春に卒業となる。

### 現役メンモ一覧
- 高3: 北島岬、西優行、松瀬太虹
- 高2: 安藤冶真、今井暖大、小沢輝之介、久野渚夏、八神遼介

### メンモOB一覧
1994年度生まれ（平成6年度）
現役最終年度: 2012年度
卒業式開催日: 2013年3月27日（東京・有明TFTホール）
卒業式参加者: 2名
- 秋元龍太朗
- 草川拓弥

1995年度生まれ（平成7年度）
現役最終年度: 2013年度
卒業式開催日: 2014年3月27日（東京・有明TFTホール）
卒業式参加者: 3名
- 佐伯亮
- ジョージ
- 福田佑亮

1996年度生まれ（平成8年度）
現役最終年度: 2014年度
卒業式開催日: 2015年3月26日（東京・有明TFTホール）
卒業式参加者: 3名
- 上村海成
- 佐奈宏紀
- 横浜流星

1997年度生まれ（平成9年度）
現役最終年度: 2015年度
卒業式開催日: 2016年3月29日（東京・有明TFTホール）
卒業式参加者: 3名
- 栗原大河
- 宮本弘佑
- 森田桐矢

1998年度生まれ（平成10年度）
現役最終年度: 2016年度
卒業式開催日: 2017年3月29日（東京・有明TFTホール）
卒業式参加者: 3名
- 内山遥城
- 小林亮太
- 山口葵

1999年度生まれ  (平成11年度)  
現役最終年度: 2017年度
卒業式開催日: 2018年3月28日  (東京・有明TFTホール)
卒業式参加者: 3名
- 阿久圭介
- 金子隼也
- 山中夕葵

2000年度生まれ  (平成12年度)  
現役最終年度: 2018年度
卒業式開催日: 2019年3月28日   (東京・有明TFTホール)
卒業式参加者: 3名
- 岡田翔大郎
- 中島凱斗
- 渡江純也

2001年度生まれ  (平成13年度)  
現役最終年度: 2019年度
卒業式開催日: 2020年8月2日 (YouTubeにて配信)
(新型コロナウイルス発生により3月30日開催予定からの延期で開催)
卒業式参加者: 2名
- 雨宮翔
- 佐藤蓮

2002年度生まれ  (平成14年度)  
現役最終年度: 2020年度
卒業式開催日: 2021年3月30日 (YouTubeにて配信)
(再び新型コロナウイルス発生によりオンラインで開催)
卒業式参加者: 3名
- 大倉空人
- 小原唯和
- 古川龍太郎

2003年度生まれ  (平成15年度)  
現役最終年度: 2021年度
卒業式開催日: 2022年3月29日 (YouTubeにて配信)
卒業式参加者: 3名
- 丸田玲音
- 戸部光翔
- 紀田直哉

2004年度生まれ  (平成16年度)  
現役最終年度: 2022年度
卒業式開催日: 2023年3月30日
卒業式参加者: 4名
- 野口義斗
- 八田大翔
- 南龍和
- 宮本龍之介

2005年度生まれ  (平成17年度)  
現役最終年度: 2023年度
卒業式開催日: 2024年5月6日 (神奈川・洗足学園音楽大学)
卒業式参加者: 3名
- 内田蓮
- 懸樋大晴空
- 河島英人

2006年度生まれ  (平成18年度)  
現役最終年度: 2024年度
卒業式開催日: 2025年5月3日 (東京・芸能花伝舎)
卒業式参加者: 2名
- 犬飼太陽
- 黒澤諒